# Сингх, Давендра Пракаш
Даве́ндра Прака́ш Сингх (англ. Davendra Prakash Singh, род. 19 сентября 1965, Сува) — фиджийский легкоатлет, выступавший в беге на длинные дистанции и беге с препятствиями. Участник летних Олимпийских игр 1988 и 1992 годов.

## Биография
Давендра Пракаш Сингх родился 19 сентября 1965 года в фиджийском городе Сува.
В 1988 году вошёл в состав сборной Фиджи на летних Олимпийских играх в Сеуле. В четвертьфинальном забеге на 3000 метров с препятствиями занял последнее, 10-е место, показав результат 9 минут 23,50 секунды и уступив 27,44 секунды попавшему в полуфинал с 9-го места Рамону Лопесу из Парагвая. Также был заявлен в беге на 5000 метров, но не стартовал.
В 1992 году вошёл в состав сборной Фиджи на летних Олимпийских играх в Барселоне. В четвертьфинальном забеге на 3000 метров с препятствиями занял последнее, 10-е место, показав результат 9.07,49 и уступив 33,39 секунды попавшему в полуфинал с 7-го места Вилле Хаутале из Финляндии. Также был заявлен в беге на 5000 метров, но не стартовал.

## Личный рекорд
- Бег на 5000 метров — 15.01,72 (14 августа 1993, Штутгарт)[5]
- Бег на 3000 метров с препятствиями — 9.07,49 (3 августа 1992, Барселона)[6]